# Dietfurt
Dietfurt là một đô thị ở Neumarkt bang Bayern thuộc nước Đức.